# El lustre de la perla
Tipping the Velvet es una novela histórica escrita por Sarah Waters y publicada en 1998. Ambientada en la época victoriana de la década de 1890, narra una historia de madurez personal de una joven llamada Nan que se enamora de una imitadora masculina, la sigue a Londres y encuentra diversas formas de mantenerse a sí misma mientras viaja por la ciudad. Los elementos narrativos picarescos han llevado a académicos y críticos a comparar la novela con historias británicas urbanas similares escritas por Charles Dickens y Daniel Defoe. 
La novela incluye temas lésbicos, centrados en el erotismo y el autodescubrimiento. Cuando Waters estaba trabajando en la tesis de su doctorado sobre literatura inglesa decidió escribir una historia que a ella misma le gustaría leer. Utilizando su amor por la variedad de personas y distritos de Londres, eligió intencionadamente una escena urbana. Contrariamente a otras novelas lésbicas que había leído en las cuales las protagonistas escapan de una sociedad opresiva para vivir al margen de ella, Waters eligió personajes que interactuaban con su entorno. Ha admitido que su novela imagina una presencia e historia lésbicas donde no se ha registrado ninguna. Las experiencias de las protagonistas en la profesión teatral y el movimiento continuo a través de la ciudad la permiten hacer observaciones sobre las condiciones sociales mientras explora los temas de género, sexismo y diferencia de clases. 
Como novela inicial de Waters, Tipping the Velvet fue aclamada y elegida por The New York Times y The Library Journal como uno de los mejores libros de 1998. A esta novela la siguieron otras dos ambientadas en la época victoriana, que también tuvieron una buena acogida. Los críticos han elogiado especialmente el uso en Tipping the Velvet del humor, la aventura y el sexo explícito. La novela fue adaptada a una serie de televisión de tres episodios algo polémica del mismo nombre producida y emitida por la BBC en 2002.

## Inspiración y publicación

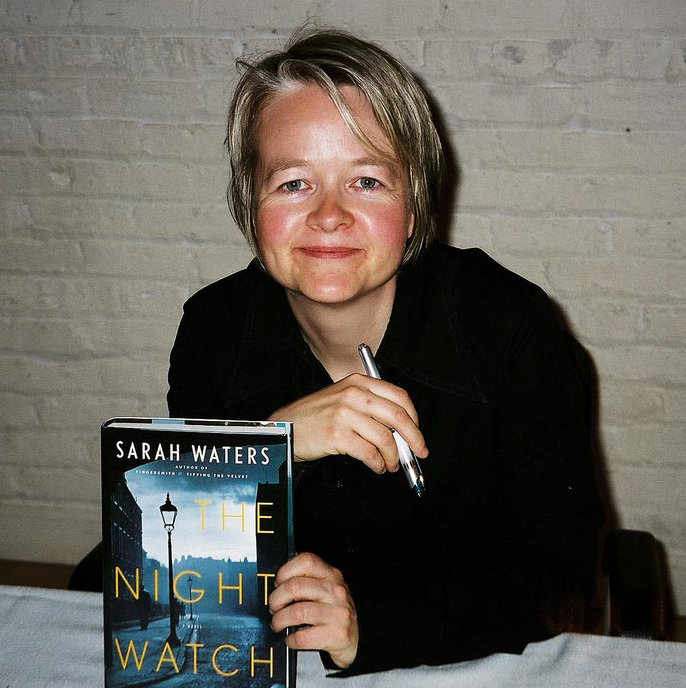
Waters firma su cuarta novela, The Night Watch, en 2002

Cuando Sarah Waters tenía 19 años, entró en una residencia de estudiantes de Whitstable, Kent, compartiendo cama y posteriormente enamorándose de otra joven. Vivieron allí durante dos inviernos en lo que más tarde se convertiría una relación de seis años. Ella recuerda que "Hacía frío, el lugar estaba aislado, era romántico y tan intenso - muy especial." En 1995, Waters estaba en el Queen Mary and Westfield College escribiendo su tesis de doctorado sobre la ficción histórica gay y lésbica desde 1870 en adelante cuando desarrolló un interés por la época victoriana. Mientras se informaba sobre el activismo socialista, el sufragio femenino y lo utópico del periodo, se sintió inspirada para escribir una obra de ficción del tipo que le gustaría leer. Waters específicamente quería escribir una historia centrada en un marco urbano, separándose de anteriores novelas de orientación lésbica tales como Patience and Sarah de Isabel Miller, en la que dos mujeres escapan de una vida hogareña opresiva para vivir juntas libremente en el bosque. Se dijo a sí misma en aquel entonces, "la historia lésbica tiene mucho más que eso".
Waters se sintió atraída por la época victoriana debido a los malentendidos existentes sobre las normas sociales vigentes en dicho periodo. Como señaló, "Lo encuentro fascinante como periodo porque parece muy cercano a nosotros, y aun así en muchos sentidos es completamente extraño: muchas de las cosas que creemos saber sobre ese periodo son estereotipos, o sencillamente son incorrectos." Waters, considerándose a sí misma parte de la herencia literaria gay y lésbica, fue influida por Oscar Wilde y Chris Hunt, quien escribió Street Lavender, una novela histórica con temas gays ambientada también en la era victoriana. Ella ha señalado que Tipping the Velvet es la versión femenina de Street Lavender, con un argumento parecido a la obra de James Kincaid, My Secret Life: An Erotic Diary of Victorian London.
Waters envió Tipping the Velvet a diez editoriales británicas para su publicación, pero tras el rechazo de todas ellas, comenzó a considerar editoriales estadounidenses. Aunque consiguió rápidamente que una agencia literaria tomara su caso, su agente tardó casi un año intentando vender el libro a una editorial principal. Para cuando Tipping the Velvet fue aceptado por Virago Press (una de las diez que habían previamente rechazado el libro) Waters ya había comenzado a trabajar en su segunda novela.

## Argumento
Nancy "Nan" Astley es una joven de 18 años muy protegida que vive con su familia de clase obrera y que ayuda en el restaurante de ostras de Whitstable, Kent. Se enamora casi inmediatamente de una imitadora masculina llamada Kitty Butler, que actúa durante la temporada en el teatro local. Entablan una relación amistosa que va en aumento cuando, al conseguir Kitty una oportunidad para actuar en Londres e incrementar su público, pide a Na que la acompañe. Nan acepta entusiasmada y deja a su familia para actuar como la vestidora de Kitty mientras ella actúa. Aunque Nan y Kitty dicen que su relación es fraternal, Nan sigue amando a Kitty hasta que una pelea de celos obliga a Kitty a admitir que siente lo mismo, aunque insiste en mantener su relación en secreto. Paralelamente, Walter, el mánager de Kitty, decide que ella necesita un compañero de actuación para conseguir el éxito total, y sugiere a Nan para el puesto. Inicialmente a Nan le horroriza la idea, pero al poco tiempo le coge el gusto. El dúo se vuelve bastante famoso hasta que Nan se da cuenta de que siente mucha nostalgia por su hogar tras haber estado separad de su familia más de un año. Su regreso a casa no cubre sus expectativas, por lo que regresa a Londres antes de tiempo y encuentra a Kitty en la cama con Walter. Ambos le dicen que el acto ha terminado y que se van a casar.
Atónita y profundamente herida por el descubrimiento, Nan vaga por las calles de Londres, estableciéndose finalmente en una asquerosa casa para huéspedes durante varias semanas en un estado de locura hasta que se queda sin fondos. Tras otar los disfraces masculinos que se llevó como único recuerdo de su tiempo con Kitty, Nan comienza a andar por las calles de Londres como un hombre sin ser descubierta. Un hombre le pide sexo a cambio de dinero y comienza a dedicarse a la prostitución, pero vestida como hombre para clientes masculinos, sin decir nunca que es una mujer. Conoce a una activista social llamada Florence que vive cerca de la casa de huéspedes, pero antes de poder conocerla a fondo, Nan es contratada por una viuda rica con gustos desinhibidos llamada diana. Aunque consciente (e inicialmente disfrutándolo) de que para Diana y sus amigas ella es un objeto, Nan se queda con ella durante un año como "Neville", vestida en los mejores trajes de hombre que Diana se puede permitir. La relación comienza a degenerar, y Diana echa a Nan a la calle.
Nan da vueltas por Londres intentando encontrar a Florence, lo que finalmente consigue; Florence es ahora una mujer melancólica que tiene un hijo. Nan se queda con Florence y su hermano Ralph, trabajando como su ama de casa. Nan y Florence intiman durante el año que viven juntas, y Nan descubre que una huésped anterior que estaba con Florence y Ralph tuvo un hijo y murió al poco de dar a luz. Florence amaba a la huésped pero sus sentimientos no fueron correspondidos. Durante una salida a un pub de mujeres, Nan es reconocida por sus anteriores seguidoras, para asombro de Florence, y Nan le cuenta su propio oscuro pasado a Florence. Con mucha cautela, comienzan una relación amorosa. Utilizando sus habilidades teatrales, Nan ayuda a Ralph a preparar un discurso para una marcha socialista que está por venir. En el acto, Nan salta al estrado para ayudar a Ralph cuando éste se estanca, y es vista de nuevo por Kitty, que le pide que vuelva con ella para continuar su relación en secreto. Al darse cuenta de la vergüenza que sigue sintiendo Kitty, de lo mucho que ella mismo dejó de ser quien era durante su relación, y de que la verdadera felicidad se encontraba en el lugar en el que estaba ahora, Nan rechaza a Kitty y se reúne con Florence.